# Expressway 40 (Südkorea)
Der Expressway 40 , auch bekannt als Pyeongtaek-Chungju Expressway (kor. 평택제천고속도로), ist eine Schnellstraße in Südkorea. Die Autobahn ist eine relativ kurze Ost-West-Route im Westen des Landes, zwischen Pyeongtaek und Jincheong, südlich des Stadtgebietes von Seoul. Die Strecke ist 57 Kilometer lang.

## Straßenbeschreibung
Die Autobahn beginnt etwa 20 Kilometer westlich von Pyeongtaek zu einer Kreuzung mit dem Expressway 15. Von hier aus verläuft die Autobahn nach Osten, durch eine ebene Fläche. Die Straße hat hier 2 × 3 Fahrspuren und bald folgt ein Knoten mit dem Expressway 17. Danach führt die Autobahn nördlich der Stadt Pyeongtaek entlang, parallel zu einer Autobahn mit 2 × 2 Fahrspuren. Auf der Ostseite von Pyeongtaek folgt ein Knoten mit dem Expressway 1. Danach verläuft die Autobahn südlich von Anseong entlang. Dann überquert die Autobahn eine niedrige Bergkette und endet nördlich von Jincheong auf dem Expressway 35.

## Geschichte
Die Autobahn ist relativ neu, da in den 90er-Jahren südlich von Seoul mehrere große Städte, Häfen und Industriegebiete gebaut wurden. Der Bau begann im Jahre 1997 zwischen Pyeongtaek und Anseong. Am 12. Dezember 2002 eröffnete der Abschnitt zwischen Pyeongtaek (Expressway 15) und Anseong mit etwa 26 Kilometern. Am 31. August 2007 wurde die Südumgehung von Anseong eröffnet, mit etwa 10 Kilometern. Ebenfalls im Jahr 2007 wurde der östliche Teil der Autobahn zu bauen begonnen. Am 11. November 2008 eröffnete der Abschnitt zwischen Anseong und Jincheon (Expressway 35) mit etwa 21 Kilometern Länge.

## Eröffnungsdaten der Autobahn
| von          | nach        | Länge   | Datum      |
| ------------ | ----------- | ------- | ---------- |
| Pyeongtaek   | Anseong     | 25,8 km | 12.12.2002 |
| Anseong-West | Anseong-Süd | 10,2 km | 31.08.2007 |
| Anseong-Süd  | Daeso       | 21,4 km | 11.11.2008 |
| Daeso        | Chungju     | 27,9 km | 12.08.2013 |
| Chungju      | Chungju-Ost | 17,7 km | 31.10.2014 |
| Chugju-Ost   | Jecheon     | 23,9 km | 06.30.2015 |

## Zukunft
Die Autobahn wird weiter nach Osten bis nach Jecheon gebaut werden, mit einer Strecke von ca. 69,5 Kilometer. Dieses Projekt soll im Dezember 2014 abgeschlossen sein. In diesem Projekt gibt es sieben Tunnel und 83 Brücken.

## Verkehrsaufkommen
Das Verkehrsaufkommen auf der Autobahn ist sehr gering und liegt bei ca. 14.000 bis 30.000 Fahrzeugen pro Tag.

## Ausbau der Fahrbahnen
| von        | nach     | Länge | Fahrspuren |
| ---------- | -------- | ----- | ---------- |
| Pyeongtaek | Songtang | 20 km | 2 × 3      |
| Songtang   | Anseong  | 6 km  | 2 × 4      |
| Anseong    | Chungju  | 60 km | 2 × 2      |